# 譚妍喆
譚妍喆（2003年8月17日—)，中国内地女歌手，加減乘除組合成員。
2016年11月，《1VS11》劇組的官方微博宣布譚妍喆成为旗下练习生。2017年初，发表第一首个人单曲《怪我太年轻》。6月，譚妍喆和羅智儀、杜金雨、羅怡恬組成加減乘除組合并正式出道，推出首支团体單曲《雙面黑》。2018年8月，发行首张个人专辑《拾肆》。